# الکساندر برچک
الکساندر برچک (انگلیسی: Aleksandar Berček؛ زادهٔ ۴ سپتامبر ۱۹۵۰) یک بازیگر سینما اهل صربستان است. وی از سال ۱۹۷۱ میلادی تاکنون مشغول فعالیت بوده‌است.
از فیلم‌ها یا برنامه‌های تلویزیونی که وی در آن نقش داشته است می‌توان به زندگی یک معجزه است، این را به من قول بده و دایره‌ها اشاره کرد.